# Свети Кирил и Методий (колеж в София)
Френският колеж „Свети свети Кирил и Методий“ е мъжко католическо училище във София, съществувало през първата половина на XX век.

## История
През август 1879 г. капуцинът отец Тимотей Строна купува изгодно терен от 2800 m² в централната част на София заедно с една къща, в която възнамерява да открие католическо училище. На 14 януари 1880 г. в София отваря врати първото девическо католическо училище. На следващата година отец Тимотей открива и училище за момчета. С това се поставя началото на католическото обучение в града.
 
През 1881 г. по молба на отец Тимотей в София пристигат трима успенци. През 1882 г. те създава колеж. Отец Жак Шилие е един от първите учители в колежа. Между успенците и капуцините се появяват противоречия. Конфликтът между двата католически ордена се задълбочава и през 1885 г. успенците са заменени от монасите от конгрегацията Братя на християнските училища. Те поемат управлението на мъжкото католическо училище. По време на Сръбско-българска война класните стаи са използвани за болница. В края на 80-те години на 19. век училището има 159 ученици – 75 австро-унгарци, 33 българи, 21 италианци, 10 румънци, 7 турци и останалите руснаци, гърци, сърби, германци, и само трима французи. Преподавателите са 4 монаси, а от тях двама са французи и двама германци. През 1890 г. е построен пансион, а през 1910 – 1914 г. са построени нови крила на сградата. През 1910 г., когато училището е признато за средно учебно заведение от Министерството на просветата, то има 215 ученика.
През 1912 г. в колежа е организирана военна болница, обслужвана от екип на френския „Червен кръст“ в състав от 3 лекари. През декември 1915 г. сградата на колежа заедно със съседната сграда на девическия колеж на сестрите йосифинки са взети от военните.
По структура колежът обхваща всички образователни степени от детското отделение до гимназията, която е с търговски профил. През учебната 1931 – 1932 г. училището има 616 ученици, от които 406 са българи, а останалите предимно евреи и по-малко арменци, турци, французи, чехи и представители на други европейски нации. Монасите, поддържащи колежа, са 33 души (25 французи, 7 германци и един швейцарец).
През 1934 г. е построена нова модерна сграда на колежа в квартал Лозенец, до Семинарията. В старата сграда в центъра продължават да учат учениците до 2-ри прогимназиален клас. Обучението на останалите е изнесено в Лозенец. Новата сграда на колежа е оборудвана с кабинети по различните предмети, зала за изучаване на машинопис, плувен басейн, спортна зала и т.н.
В края на четвъртата година при завършване на четвърто отделение, учениците полагат годишен изпит пред комисия, в която участва и представител на Министерството на просветата. В колежа никой няма право да говори на български, освен в часовете по български език. Още с биенето на първия звънец в 8 часа сутринта в обращение се пуска „ла бобин“ – една празна дървена макара. Притежателят на макарата дебне кой говори български и му я предава. В края на часовете този, у когото е последно макарата, остава след часовете да пише сто пъти „в училище няма да говоря български“.
На 10 януари 1944 г. и на 30 март 1944 г. с преки попадения при англо-американските бомбардировки над София са разрушени сграда на девическия колеж, оградата между колежите и католическата катедрала. Така се получава общ училищен двор. За да не се срещат момчетата и момичетата, междучасията на колежите се разминават по време.
Колежът е затворен през 1948 г. заедно с останалите чуждоезични колежи в България съгласно Закона за чуждите училища в България. Сградите на двата колежа в центъра на София са национализирани и през 1960-те години са съборени за построяване на тяхно място на гигантската сграда – „Дом на съветите“, но археологически разкопки запазват терена незастроен. От началото на 1960-те години сградата в Лозенец се ползва от Математическия факултет на Софийския университет.

## Възпитаници
- Жак Шемтов[5] – журналист
- Крикор Асланян
- Онник Кабзъмалян